# Nazionale maschile under 17 di calcio dell'Australia
La nazionale di calcio dell'Australia Under-17, comunemente conosciuta con l'appellativo The Joeys, è controllata dalla Federazione calcistica dell'Australia e rappresenta il proprio paese nelle competizioni giovanili Under-17.
La nazionale è vincitrice di 10 campionati oceaniani di categoria e nel 1999 ha raggiunto la finale del campionato mondiale disputatosi nella vicina Nuova Zelanda, perdendo contro il Brasile.

## Storia
La nazionale calcistica Under-17 dell'Australia eosrdì il 3 dicembre 1983 battendo per 2-1 la Nuova Zelanda in trasferta. Esordì al campionato mondiale di categoria nel 1985, dove si fermò ai quarti di finale.
Il miglior risultato dei Joeys al mondiale è la finale raggiunta, a sorpresa, nel 1999, persa contro il quotato Brasile solo ai tiri di rigore (8-7 dopo lo 0-0 dei tempi supplementari). L'Australia si era qualificata al mondiale vincendo le qualificazioni oceaniane (5-0 alle Figi in finale) e poi il play-off contro il Bahrein. Nella fase finale del torneo, dopo aver perso all'esordio con il Brasile, vinse il girone sconfiggendo nelle partite seguenti Germania e Mali, poi eliminò il Qatar ai quarti di finale e, dopo i tiri di rigore, gli Stati Uniti in semifinale. Tra gli artefici dell'impresa figuravano Adrian Madaschi, Jade North, Joshua Kennedy e Scott McDonald.

## Rosa attuale
Lista dei convocati per il campionato mondiale Under-17 del 2019.
| N. | Pos. | Giocatore               | Data nascita (età) | Pres. | Reti | Squadra                  |
| -- | ---- | ----------------------- | ------------------ | ----- | ---- | ------------------------ |
| 1  | P    | Adam Pavlesic           | 30 luglio 2002     | 11    | 0    | Sydney FC                |
| 12 | P    | Oliver Kalac            | 09 novembre 2002   | 4     | 0    | Western Sydney Wanderers |
| 18 | P    | Nicholas Bilokapic      | 8 settembre 2002   | 2     | 0    | Sydney United            |
| 2  | D    | Idrus Abdulahi          | 22 settembre 2003  | 5     | 0    | Melbourne City           |
| 3  | D    | Daniel Walsh            | 15 ottobre 2002    | 8     | 2    | Perth Glory              |
| 4  | D    | Jordan Courtney-Perkins | 06 novembre 2002   | 14    | 1    | Brisbane Roar            |
| 5  | D    | Izaack Powell           | 12 febbraio 2002   | 5     | 0    | Brisbane Roar            |
| 13 | D    | Joshua Rawlins          | 23 aprile 2004     | 2     | 0    | Perth Glory              |
| 14 | D    | Trent Ostler            | 3 aprile 2002      | 10    | 3    | Perth Glory              |
| 15 | D    | Anton Mlinaric          | 11 marzo 2002      | 4     | 0    | Sydney FC                |
| 6  | C    | Ryan Teague             | 24 gennaio 2002    | 22    | 3    | Sydney FC (capitano)     |
| 8  | C    | Birkan Kirdar           | 07 febbraio 2002   | 21    | 8    | Melbourne Victory        |
| 10 | C    | Caleb Watts             | 16 gennaio 2002    | 5     | 1    | Southampton              |
| 16 | C    | Luke Duzel              | 05 febbraio 2002   | 16    | 3    | Western United           |
| 21 | C    | Cameron Peupion         | 23 settembre 2002  | 7     | 2    | Sydney FC                |
| 7  | A    | Tristan Hammond         | 05 gennaio 2003    | 13    | 3    | Sporting CP              |
| 9  | A    | Noah Botic              | 11 gennaio 2002    | 20    | 15   | Hoffenheim               |
| 11 | A    | Ali Auglah              | 11 marzo 2002      | 1     | 1    | Western Sydney Wanderers |
| 17 | A    | Yaya Dukuly             | 17 gennaio 2003    | 2     | 0    | Melbourne City           |
| 19 | A    | Michael Ruhs            | 27 agosto 2002     | 2     | 1    | Sydney United            |
| 20 | A    | Luis Lawrie-Lattanzio   | 20 febbraio 2002   | 2     | 0    | Melbourne Victory        |

## Piazzamenti nei tornei internazionali

### Campionato mondiale U-17
| Campionato mondiale U-17 | Campionato mondiale U-17 | Campionato mondiale U-17 | Campionato mondiale U-17 | Campionato mondiale U-17 | Campionato mondiale U-17 | Campionato mondiale U-17 | Campionato mondiale U-17 | Campionato mondiale U-17 |
| Edizione                 | Fase ragg.               | G                        | V                        | P                        | S                        | GF                       | GS                       |                          |
| ------------------------ | ------------------------ | ------------------------ | ------------------------ | ------------------------ | ------------------------ | ------------------------ | ------------------------ | ------------------------ |
| 1985                     | Quarti di finale         | 4                        | 3                        | 1                        | 0                        | 4                        | 1                        |                          |
| 1987                     | Quarti di finale         | 4                        | 2                        | 0                        | 2                        | 3                        | 5                        |                          |
| 1989                     | Fase a gruppi            | 3                        | 0                        | 1                        | 2                        | 3                        | 6                        |                          |
| 1991                     | Quarti di finale         | 4                        | 2                        | 0                        | 2                        | 7                        | 6                        |                          |
| 1993                     | Quarti di finale         | 4                        | 1                        | 1                        | 2                        | 7                        | 5                        |                          |
| 1995                     | Quarti di finale         | 4                        | 1                        | 1                        | 2                        | 6                        | 7                        |                          |
| 1997                     | Non qualificata          | Non qualificata          | Non qualificata          | Non qualificata          | Non qualificata          | Non qualificata          | Non qualificata          | Non qualificata          |
| 1999                     | Secondo posto            | 6                        | 4                        | 0                        | 2                        | 7                        | 5                        |                          |
| 2001                     | Quarti di finale         | 4                        | 2                        | 0                        | 2                        | 6                        | 6                        |                          |
| 2003                     | Fase a gruppi            | 3                        | 0                        | 0                        | 3                        | 1                        | 6                        |                          |
| 2005                     | Fase a gruppi            | 3                        | 1                        | 0                        | 2                        | 2                        | 5                        |                          |
| 2007                     | Non qualificata          | Non qualificata          | Non qualificata          | Non qualificata          | Non qualificata          | Non qualificata          | Non qualificata          | Non qualificata          |
| 2009                     | Non qualificata          | Non qualificata          | Non qualificata          | Non qualificata          | Non qualificata          | Non qualificata          | Non qualificata          | Non qualificata          |
| 2011                     | Ottavi di finale         | 4                        | 1                        | 1                        | 2                        | 3                        | 7                        |                          |
| 2013                     | Non qualificata          | Non qualificata          | Non qualificata          | Non qualificata          | Non qualificata          | Non qualificata          | Non qualificata          | Non qualificata          |
| 2015                     | Ottavi di finale         | 4                        | 1                        | 1                        | 2                        | 3                        | 11                       |                          |
| 2017                     | Non qualificata          | Non qualificata          | Non qualificata          | Non qualificata          | Non qualificata          | Non qualificata          | Non qualificata          | Non qualificata          |
| 2019                     | Ottavi di finale         | 4                        | 1                        | 0                        | 3                        | 5                        | 9                        |                          |
| 2023                     | Non qualificata          | Non qualificata          | Non qualificata          | Non qualificata          | Non qualificata          | Non qualificata          | Non qualificata          | Non qualificata          |
| Totale                   | 13/18                    | 51                       | 19                       | 6                        | 26                       | 57                       | 79                       |                          |

### Campionato oceaniano Under-17
| Campionati OFC U-17 | Campionati OFC U-17 | Campionati OFC U-17 | Campionati OFC U-17 | Campionati OFC U-17 | Campionati OFC U-17 | Campionati OFC U-17 | Campionati OFC U-17 | Campionati OFC U-17 |
| Edizione            | Fase ragg.          | G                   | V                   | P                   | S                   | GF                  | GS                  |                     |
| ------------------- | ------------------- | ------------------- | ------------------- | ------------------- | ------------------- | ------------------- | ------------------- | ------------------- |
| 1983                | Campione            | 5                   | 5                   | 0                   | 0                   | 22                  | 2                   |                     |
| 1987                | Campione            | 4                   | 3                   | 0                   | 1                   | 10                  | 1                   |                     |
| 1989                | Campione            | 4                   | 4                   | 0                   | 0                   | 35                  | 1                   |                     |
| 1991                | Campione            | 4                   | 3                   | 1                   | 0                   | 15                  | 4                   |                     |
| 1993                | Campione            | 4                   | 4                   | 0                   | 0                   | 12                  | 1                   |                     |
| 1995                | Campione            | 3                   | 3                   | 0                   | 0                   | 11                  | 0                   |                     |
| 1997                | Finalista           | 5                   | 4                   | 0                   | 1                   | 30                  | 1                   |                     |
| 1999                | Campione            | 7                   | 7                   | 0                   | 0                   | 55                  | 1                   |                     |
| 2001                | Campione            | 6                   | 6                   | 0                   | 0                   | 52                  | 0                   |                     |
| 2003                | Campione            | 7                   | 7                   | 0                   | 0                   | 40                  | 3                   |                     |
| 2005                | Campione            | 5                   | 5                   | 0                   | 0                   | 38                  | 0                   |                     |
| Totale              | 12/12               | 54                  | 51                  | 1                   | 2                   | 320                 | 13                  |                     |

### Campionato asiatico Under-16
| Campionati AFC U-16 | Campionati AFC U-16 | Campionati AFC U-16 | Campionati AFC U-16 | Campionati AFC U-16 | Campionati AFC U-16 | Campionati AFC U-16 | Campionati AFC U-16 | Campionati AFC U-16 |
| Edizione            | Fase raggiunta      | G                   | V                   | P                   | S                   | GF                  | GS                  |                     |
| ------------------- | ------------------- | ------------------- | ------------------- | ------------------- | ------------------- | ------------------- | ------------------- | ------------------- |
| 2006                | Non qualificata     | Non qualificata     | Non qualificata     | Non qualificata     | Non qualificata     | Non qualificata     | Non qualificata     | Non qualificata     |
| 2008                | Quarti di finale    | 4                   | 3                   | 0                   | 1                   | 13                  | 5                   |                     |
| 2010                | Semifinale          | 5                   | 3                   | 1                   | 1                   | 12                  | 5                   |                     |
| 2012                | Quarti di finale    | 4                   | 2                   | 1                   | 1                   | 5                   | 6                   |                     |
| 2014                | Semifinale          | 5                   | 4                   | 1                   | 0                   | 12                  | 4                   |                     |
| 2016                | Fase a gruppi       | 3                   | 0                   | 0                   | 3                   | 2                   | 10                  |                     |
| 2018                | Semifinale          | 5                   | 3                   | 0                   | 2                   | 10                  | 9                   |                     |
| 2020                | Non disputato       | Non disputato       | Non disputato       | Non disputato       | Non disputato       | Non disputato       | Non disputato       | Non disputato       |
| 2023                | Quarti di finale    | 4                   | 2                   | 0                   | 2                   | 8                   | 8                   |                     |
| Totale              | 7/8                 | 30                  | 17                  | 3                   | 10                  | 62                  | 47                  |                     |

### Campionati giovanili del Sud-est asiatico Under-16
| Campionati dell'ASEAN U-16 | Campionati dell'ASEAN U-16 | Campionati dell'ASEAN U-16 | Campionati dell'ASEAN U-16 | Campionati dell'ASEAN U-16 | Campionati dell'ASEAN U-16 | Campionati dell'ASEAN U-16 | Campionati dell'ASEAN U-16 | Campionati dell'ASEAN U-16 |
| Edizione                   | Fase ragg.                 | G                          | V                          | P                          | S                          | GF                         | GS                         |                            |
| -------------------------- | -------------------------- | -------------------------- | -------------------------- | -------------------------- | -------------------------- | -------------------------- | -------------------------- | -------------------------- |
| 2008                       | Campione                   | 5                          | 3                          | 2                          | 0                          | 14                         | 4                          |                            |
| 2009                       | Non disputato              | Non disputato              | Non disputato              | Non disputato              | Non disputato              | Non disputato              | Non disputato              | Non disputato              |
| 2010                       | Non partecipante           | Non partecipante           | Non partecipante           | Non partecipante           | Non partecipante           | Non partecipante           | Non partecipante           | Non partecipante           |
| 2011                       | Non partecipante           | Non partecipante           | Non partecipante           | Non partecipante           | Non partecipante           | Non partecipante           | Non partecipante           | Non partecipante           |
| 2012                       | Secondo posto              | 4                          | 2                          | 1                          | 1                          | 9                          | 8                          |                            |
| 2013                       | Terzo posto                | 6                          | 4                          | 2                          | 0                          | 30                         | 2                          |                            |
| 2014                       | Non disputato              | Non disputato              | Non disputato              | Non disputato              | Non disputato              | Non disputato              | Non disputato              | Non disputato              |
| 2015                       | Terzo posto                | 6                          | 5                          | 0                          | 1                          | 36                         | 8                          |                            |
| 2016                       | Campione                   | 7                          | 3                          | 3                          | 1                          | 27                         | 13                         |                            |
| 2017                       | Terzo posto                | 7                          | 5                          | 0                          | 2                          | 27                         | 10                         |                            |
| 2018                       | Non partecipante           | Non partecipante           | Non partecipante           | Non partecipante           | Non partecipante           | Non partecipante           | Non partecipante           | Non partecipante           |
| 2019                       | Fase a gruppi              | 5                          | 3                          | 1                          | 1                          | 11                         | 5                          |                            |
| 2022                       | Fase a gruppi              | 3                          | 0                          | 1                          | 2                          | 6                          | 9                          |                            |
| Totale                     | 8/11                       | 43                         | 25                         | 10                         | 8                          | 155                        | 61                         |                            |